# Andréi III de Vladímir

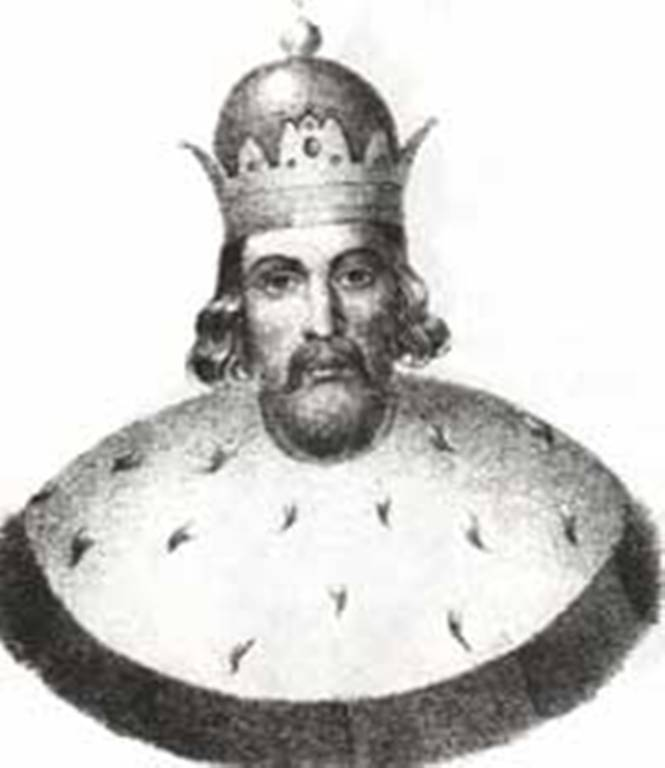
Andréi III de Vladímir

Andréi III Aleksándrovich (ca. 1255 – 27 de julio de 1304), también conocido como Andréi III de Vladímir o Andréi de Gorodéts, fue un príncipe ruso, hijo de Alejandro Nevski, que recibió de su padre en gobierno la ciudad de Gorodéts, a orillas del Volga. En 1276 añadió Kostromá a sus posesiones, uniéndose a la lucha por el Principado de Vladímir-Súzdal.
En 1281, Andréi, con ayuda mongola, expulsó a su hermano mayor Dmitri de Vladímir. Tras celebrar un banquete con los mongoles en Vladímir, Andréi fue a Nóvgorod, donde fue recibido con fervor por el populacho. Mientras tanto, su hermano se aliaba con el poderoso Nogai Khan, que lo restableció como Gran Duque de Vladímir en 1283.
Durante la siguiente década. Andréi trajo por tres veces a los mongoles a Rusia con la intención de arrebatar Vladímir del control de su hermano. En la campaña de 1293 saquearon catorce ciudades rusas, forzando finalmente a Dmitri a abdicar. Aun siendo el Gran Duque de Vladímir, Andréi siguió viviendo en Gorodéts. Durante la última década de su reinado, combatió a una liga formada por Daniel de Moscú, Miguel Yaroslávich e Iván de Pereslavl.